# Parafia św. Zofii w Bethel
Parafia św. Zofii w Bethel – prawosławna parafia w mieście Bethel. Jedna z 10 parafii tworzących dekanat Bethel diecezji Alaski Kościoła Prawosławnego w Ameryce. 